# Aljona Sergejewna Kostornaja
Aljona Sergejewna Kostornaja (russisch Алёна Сергеевна Косторная; * 24. August 2003 in Moskau) ist eine russische Eiskunstläuferin. Sie ist die Europameisterin von 2020.

## Sportlicher Werdegang
Kostornaja war laut eigener Aussage als Kind sehr aktiv und begann deshalb 2007 mit dem Eiskunstlaufen. Zunächst wurde sie von Marina Tscherkassowa trainiert, zur Saison 2011/2012 kam sie in das Moskauer Trainingszentrum Sambo-70 zu Jelena Schgun. 2017 wechselte Kostornaja innerhalb von Sambo-70 in die Gruppe von Eteri Tutberidse und Sergei Dudakow, der unter anderem auch Olympiasiegerin Alina Sagitowa, die zweifache Weltmeisterin Jewgenija Medwedewa und Juniorenweltrekordhalterin Alexandra Trussowa angehören.
Im Februar 2017 nahm Kostornaja als Ersatzläuferin erstmals an russischen Juniorenmeisterschaften teil und wurde 16. Nach dem Trainerwechsel konnte sie über den Sommer ihre Leistungsfähigkeit deutlich steigern, sodass sie im Oktober desselben Jahres erstmals an einem internationalen Wettkampf, dem ISU Junior Grand Prix (JGP) in Danzig, teilnehmen durfte. Dort gewann sie knapp vor ihrer Landsfrau Darja Panenkowa, beim JGP im italienischen Neumarkt folgte wenige Tage später ein zweiter Platz.
Damit war Kostornaja auch für das Grand-Prix-Finale der Junioren qualifiziert, welches Anfang Dezember im japanischen Nagoya stattfand. Dort verbesserte sie zunächst mit 71,65 Punkten den von Alina Sagitowa gehaltenen Juniorenweltrekord im Kurzprogramm, bevor ihre Landsfrau und Trainingspartnerin Alexandra Trussowa wenige Minuten später diese Marke wiederum überbot (73,25 Punkte). In der Kür erzielte Kostornaja eine um etwa 0,5 Punkte bessere Wertung als Trussowa, addiert lag diese aber um etwa einen Punkt vorne, sodass Kostornaja Silber gewann. Zwei Wochen später wurde sie bei den russischen Meisterschaften der Erwachsenen in Sankt Petersburg Dritte.
Im neuen Jahr verlor Kostornaja bei den russischen Juniorenmeisterschaften Ende Januar erneut nur knapp gegen Trussowa. Im März trat sie bei den Juniorenweltmeisterschaften in Sofia an. Trotz einer persönlichen Bestleistung von insgesamt 207,39 Punkten lag sie als Zweite in der Endabrechnung diesmal recht deutlich hinter der Juniorenweltrekord laufenden Trussowa, die als erste weibliche Eiskunstläuferin überhaupt in ihrer Kür zwei Vierfachsprünge zeigte und so einen deutlich höheren technischen Wert erzielte.
In der Saison 2019/20 qualifizierte sich Kostornaja durch Siege bei der NHK Trophy und beim Internationaux de France für das Grand-Prix-Finale, in dem sie ebenfalls die Goldmedaille gewann. Bei den Eiskunstlauf-Europameisterschaften 2020 holte sich die 16-Jährige im Januar 2020 im österreichischen Graz den Titel. Im Juli 2020 vollzog Kostornaja einen Trainerwechsel zu Jewgeni Pljuschtschenko. Im März 2021 wechselte Kostornaja jedoch zurück zu Eteri Tutberidse.

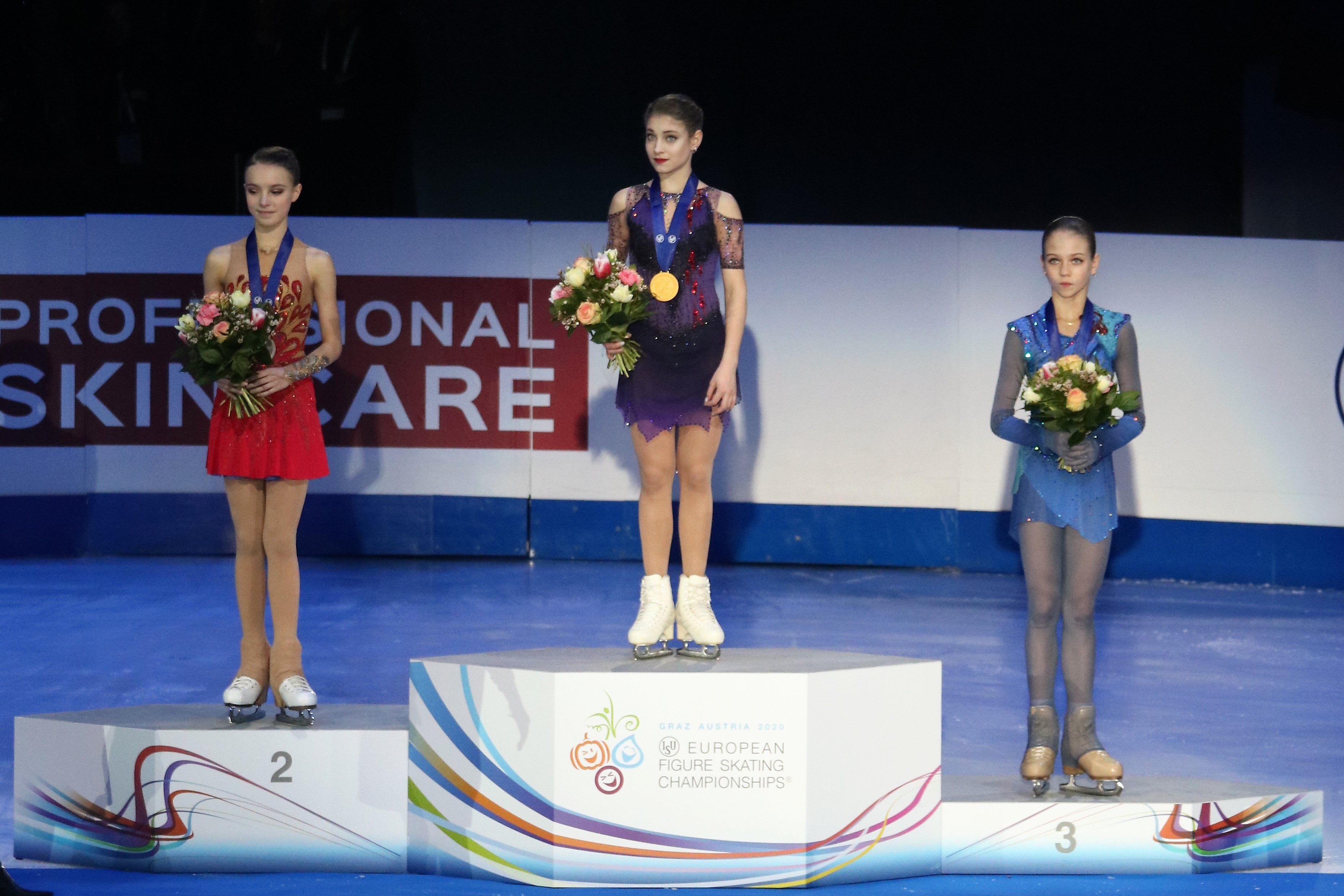
Kostornaja bei der Siegerehrung der EM 2020

In der Saison 2022/23 wechselte Kostornaja zum Paarlauf.

## Ergebnisse
| Meisterschaft / Saison    | 2017/18 | 2018/19 | 2019/20 | 2020/21 | 2021/22 |
| ------------------------- | ------- | ------- | ------- | ------- | ------- |
| Europameisterschaften     |         |         | 1.      |         |         |
| Russische Meisterschaften | 3.      | 3.      | 2.      |         |         |
| Grand-Prix-Wettbewerb     | 2017/18 | 2018/19 | 2019/20 | 2020/21 | 2021/22 |
| Grand-Prix-Finale         |         |         | 1.      |         |         |
| NHK Trophy                |         |         | 1.      |         |         |
| Internationaux de France  |         |         | 1.      |         | 2.      |
| Rostelecom Cup            |         |         |         | 2.      |         |
| Skate Canada              |         |         |         |         | 3.      |

Bei den Junioren (JGP: ISU Junior Grand Prix):
| Wettbewerb/Saison           | 2016/17 | 2017/18 | 2018/19 |
| --------------------------- | ------- | ------- | ------- |
| Juniorenweltmeisterschaften |         | 2.      |         |
| Russische Meisterschaften   | 16.     | 2.      | 2.      |
| Grand-Prix-Wettbewerb       | 2017/18 | 2018/19 | 2019/20 |
| JGP Finale                  |         | 2.      | 1.      |
| JGP Polen                   |         | 1.      |         |
| JGP Italien                 |         | 2.      |         |
| JGP Cup of Austria          |         |         | 1.      |
| JGP Czech Skate             |         |         | 1.      |